# Teatro dell'Asia e del Pacifico della prima guerra mondiale
Il teatro dell'Asia e del Pacifico della prima guerra mondiale fu la relativamente poco sanguinosa conquista dei possedimenti coloniali dell'Impero tedesco nell'Oceano Pacifico ed in Cina. L'azione militare sicuramente più significativa fu la conquista, effettuata principalmente dalle truppe dell'Impero giapponese, della piazzaforte tedesca di Tsingtao (oggi in Cina). Tuttavia, ulteriori piccole azioni di combattimento ebbero luogo a Bita Paka e Toma, in Nuova Guinea. Tutti gli altri possedimenti austroungarici e tedeschi in Asia e nel Pacifico caddero senza spargimento di sangue.

## Assedio di Tsingtao
Tsingtao era la più significativa base tedesca della zona. Le sue difese consistevano in circa 3 600 uomini, inclusi marine, truppe coloniali cinesi e marinai austroungarici. In appoggio ai difensori, vi era un piccolo numero di navi da guerra della Kaiserliche Marine e della k.u.k. Kriegsmarine, i giapponesi inviarono una potente flotta, con un esercito di circa 23 000 soldati, ulteriori 1 500 furono inviati dall'Impero britannico.
Il bombardamento alla fortezza iniziò il 31 ottobre 1914 e l'assalto delle fanterie ebbe luogo la notte del 6 novembre. La guarnigione si arrese il giorno successivo. Gli austro-tedeschi ebbero 199 morti e 504 feriti, mentre le perdite degli attaccanti furono di 248 morti e 1 335 feriti (oltre ad ulteriori 271 giapponesi, che persero la vita nell'affondamento dell'incrociatore Takachiho, ad opera della torpediniera tedesca S-90).

## Le colonie del Pacifico
I possedimenti coloniali tedeschi nell'area del Pacifico erano costituiti da una miriade di piccole isole, distanti tra loro e scarsamente presidiate. La difesa di questi possedimenti era in pratica affidata alle navi dello squadrone tedesco dell'Asia Orientale, ma allo scoppio della guerra l'ammiraglio Maximilian von Spee decise di riportare in patria le sue navi, lasciando così le colonie tedesche senza protezione.
Il 30 agosto 1914 1 400 soldati neozelandesi, scortati da incrociatori australiani e francesi, sbarcarono nella colonia tedesca delle Samoa, occupandola senza spargimenti di sangue. L'11 settembre 1914 500 soldati australiani sbarcarono sull'isola di Neu Pommern (oggi Nuova Britannia), parte della colonia della Nuova Guinea Tedesca, scontrandosi con circa 300 tra poliziotti e soldati nativi arruolati dai tedeschi presso la località di Bita Paka. Il 17 settembre le rimanenti forze tedesche si arresero, e l'intera colonia venne occupata dagli australiani.
In ottobre, la I squadra giapponese dei mari del Sud salpò alla volta della Micronesia, dove i tedeschi possedevano numerose isole e atolli. Il 7 ottobre i giapponesi conquistarono Yap ed entro la fine del mese si assicurarono, praticamente senza combattere, anche il resto dell'arcipelago delle isole Caroline, oltre alle isole Marshall e alle isole Marianne. L'ultima colonia tedesca del pacifico, l'isola di Nauru, si arrese agli australiani il 14 novembre 1914.
Il tenente Hermann Detzner fu l'ultimo militare dell'Impero tedesco ad arrendersi al termine della prima guerra mondiale. Detzner era a capo di una spedizione scientifica inviata all'inizio del 1914 nelle giungle inesplorate dell'interno della Nuova Guinea, per verificare la corrispondenza dei confini della colonia tedesca; privo di contatti radio, rimase all'oscuro dello scoppio della guerra fino a che, ritornato sulla costa, non scoprì che la colonia era stata invasa dagli australiani. Rifiutandosi di arrendersi, Detzner si rifugiò nell'interno dell'isola con un piccolo gruppo di soldati nativi, compiendo nei successivi quattro anni qualche scorreria ai danni dei villaggi più interni e sfuggendo alle pattuglie australiane anche grazie all'aiuto di un gruppo di missionari tedeschi. Fu proprio da questi missionari che Detzner venne a conoscenza dell'armistizio firmato dalla Germania l'11 novembre 1918; il 9 dicembre 1918, a 28 giorni dalla fine delle ostilità, Detzner si arrese agli australiani.

## Altre azioni
La battaglia di Coronel avvenne vicino all'omonima isola del Cile il 1º novembre 1914 quando lo Ostasiengeschwader (squadrone dell'Asia orientale) tedesco, al comando di Maximilian von Spee, tentò di raggiungere l'Europa via stretto di Magellano; uno squadrone inglese comandato dall'ammiraglio Christopher Cradock tentò di bloccarlo, ma per errori tattici e inferiorità tecnica e numerica venne sconfitto con gravi perdite umane; l'azione ebbe comunque il risultato di ritardare il passaggio della squadra tedesca nell'Atlantico e permise ad una nuova squadra inglese, incentrata questa volta su due nuovi e potenti incrociatori da battaglia, la HMS Inflexible e la HMS Invincible di affondare le navi tedesche tranne l'incrociatore SMS Dresden, che sfuggì alla caccia della Royal Navy per tre mesi, autoaffondandosi alla fine dopo aver evacuato l'equipaggio.
Una nave corsara tedesca, la SMS Cormoran, era ancorata a Guam quando gli Stati Uniti dichiararono guerra. L'unità venne affondata e l'equipaggio catturato (con l'eccezione di nove uomini, che perirono nell'affondamento); questi divennero tra i primi prigionieri di guerra tedeschi catturati dagli statunitensi nel conflitto, insieme agli equipaggi della Kronprinz Wilhelm e della Prinz Eitel Friedrich.
Intorno al 1917, i giapponesi inviarono alcuni incrociatori leggeri e cacciatorpediniere nel Mar Mediterraneo, in appoggio alle flotte alleate contro l'Impero ottomano e l'Austria-Ungheria. Nel mese di giugno, un cacciatorpediniere nipponico fu gravemente danneggiato dal siluro lanciato dal sommergibile austriaco U-27.
L'SMS Emden fu lasciato dall'ammiraglio Maximilian von Spee ed iniziò una guerra contro il traffico mercantile nemico; riuscì a distruggere ben 30 mercantili, prima di essere a sua volta affondata dalla HMAS Sydney nella battaglia di Cocos. Un gruppo di marinai, sotto il comando di Hellmuth von Mücke, riuscì a fuggire attraverso la penisola arabica (allora parte dell'Impero ottomano, alleato tedesco).
L'SMS Seeadler, windjammer e nave corsara, sotto il comando di Felix von Luckner condusse una serie di attacchi di successo a navi mercantili alleate nell'Atlantico e nel Pacifico, prima di fare naufragio nella Polinesia Francese, nel 1917.
Il governo tedesco venne inoltre accusato di essere dietro il colpo di Stato in Cina, che aveva lo scopo di eliminare la fazione favorevole agli Alleati. Dopo il fallimento del colpo di Stato, nel luglio 1917, Duan Qirui sfruttò l'incidente per dichiarare guerra all'Impero tedesco. Un'ipotesi molto più grave, in questo ambito, fu il presunto finanziamento del movimento di protezione costituzionale, che geograficamente divise la Cina in due parti, dando vita al periodo dei signori della guerra.

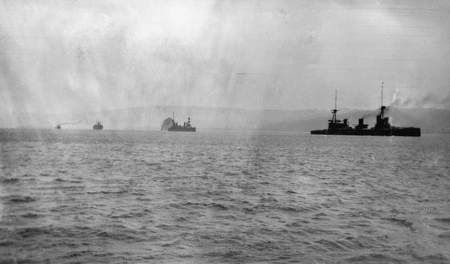
Lo squadrone australiano mentre entra al Simpson Harbour, Rabaul nel settembre 1914

## L'intervento thailandese
Il governo thailandese inviò 1 284 soldati presso il fronte europeo nel 1918, in modo da assistere gli alleati nelle ultime fasi della guerra. Combattendo insieme ad unità britanniche e statunitensi, ebbero 19 morti; inoltre 95 thailandesi furono accettati presso le scuole di aviazione francesi e presero anche parte ad alcuni degli ultimi combattimenti della guerra.
La partecipazione alla prima guerra mondiale potrebbe aver aiutato la Thailandia ad essere accettata come membro fondatore della Società delle Nazioni nel 1920. Un'altra motivazione per la guerra in Thailandia fu il sistema dei diritti di extraterritorialità accordati a tedeschi, americani, britannici e francesi nel Paese; questi privilegi, imposti durante il periodo coloniale, furono gradualmente revocati nel dopoguerra: in particolare, gli Stati Uniti vi rinunciarono nel 1920, seguiti da Regno Unito e Francia nel 1925.